# ميخائيل كوغلان
ميخائيل كوغلان (بالإنجليزية: Michael Coghlan)‏ هو لاعب كرة قدم بريطاني، ولد في 15 يناير 1985 في سندرلاند في المملكة المتحدة. لعب مع دارلينجتون إف سى ونادي هاروجيت تاون.

## وصلات خارجية
- ميخائيل كوغلان على موقع Soccerbase.com (لاعب) (الإنجليزية)